# تيد فيتر
تيد فيتر (بالإنجليزية: Ted Fetter)‏ هو كاتب أغاني وشاعر أمريكي، ولد في 10 يونيو 1910، وتوفي في 13 مارس 1996.

## وصلات خارجية
- تيد فيتر على موقع IMDb (الإنجليزية)
- تيد فيتر على موقع ميوزك برينز (الإنجليزية)
- تيد فيتر على موقع قاعدة بيانات برودواي على الإنترنت (الإنجليزية)
- تيد فيتر على موقع أول ميوزيك (الإنجليزية)
- تيد فيتر على موقع ديسكوغز (الإنجليزية)